# Serrat de Castilló
El Serrat de Castilló és un serrat del municipi de Conca de Dalt, antigament de l'antic terme de Claverol, en terres de l'enclavament dels Masos de Baiarri.
Està situat a l'extrem nord-est de l'enclavament, a ponent del Forcat de les Llaus, a l'esquerra tant del torrent de Perauba com de la llau de Castilló i del lloc on es troben aquests dos cursos d'aigua. És al nord dels Terrers de Castilló i a llevant de l'Obaga de Castilló.